# Långtjärnen (Vilhelmina socken, Lappland, 720814-150577)
Långtjärnen är en sjö i Vilhelmina kommun i Lappland och ingår i Ångermanälvens huvudavrinningsområde.